# Uria
Uria là một chi chim trong họ Alcidae.